# Antoniny
Antoniny [pronunciación en polaco: /antɔˈninɨ/] (en alemán: Antonienhof) es un pueblo ubicado en el distrito administrativo de Gmina Szamocin, dentro del Distrito de Chodzież, Voivodato de Gran Polonia, en el oeste de Polonia central. Se encuentra aproximadamente a 6 kilómetros al noroeste de Szamocin, a 14 kilómetros al noreste de Chodzież, y a 74 kilómetros al norte de la capital regional Poznań.